# 大山綱昌 (薩摩藩士)
大山 綱昌（おおやま つなまさ）は、江戸時代末期の薩摩藩鹿児島城下士。大山家に養子入りする前は西郷 小兵衛と称す。大山巌の父。西郷隆盛・従道兄弟の叔父にあたる。

## 略歴
薩摩藩鹿児島城下で誕生する。文化11年（1814年）8月28日に、実兄の西郷九郎（のちの西郷吉兵衛）とともに藩主・島津斉興に初御目見する。天保5年（1834年）8月20日、大山綱毅が江戸芝（現在の東京都）の薩摩藩邸で病死する。翌天保6年（1835年）6月19日、綱毅の婿養子となり、諱を綱昌、通称を彦八に改め、大山家の家督を相続する。天保13年（1842年）10月10日、次男の岩次郎（後の大山巌）が誕生する。安政3年（1856年）10月5日、鹿児島城下で死去した。
菩提寺は曹洞宗松原山南林寺（明治初期に廃仏毀釈で廃寺）。墓所は南林寺墓地。のち大正年間に郡元墓地に改葬。

## 人物
- 養父は一代小番まで進んだが、「綱昌は出世の道を捨てて、生涯を砲術研究にゆだねる」という。ただし、研究していた砲術の流派や砲術師範になったかは不明。家格は御小姓与。家督は大山彦八成美が継ぐ。
- とにかく砲術が好きだったらしく、安政3年の臨終の際、家人に「余の命日には、何等の供物は要しない。唯、墓前に煙硝を焚いて呉れればよい。」と遺言したという。家人は綱昌の墓碑に鉄砲の圖を刻んだという。

## 宅地
「鹿児島城下絵図散歩」では、現在の鹿児島市加治屋町4番地の東に大山彦八宅地と宅地の添え地があった。広さは天保13年当時、宅地と添え地あわせて368坪ほどで、宅地は186坪、添え地は182坪。（現在、宅地は実践会館になり、添え地のほうに大山巌誕生碑あり）。「元帥公爵　大山巌」での、元薩摩藩士で加治屋町出身である埼玉県知事吉田清英の談話で「大山さん（大山彦八家）の家は（加治屋町の下級城下士の）貧乏屋敷の中では少し広いほうだった」といっていた。なお、天保13年の、実家の西郷竜右衛門宅地（現在の加治屋町5番地、西郷隆盛誕生碑あり）は259坪、東郷吉左衛門（東郷平八郎の父）宅地（現在の加治屋町10番地、鹿児島中央高校の敷地内）は267坪（なお、番地は2003年現在）。

## 家族・親族
- 父：西郷隆充
- 母：薩摩藩日置郡日置郷（現在の鹿児島県日置市日吉町）郷士の娘四本氏。実兄は西郷吉兵衛。
- 妻：養父・大山綱毅長女の競子（文久2年（1862年）4月24日死去。菩提寺、墓所は夫と同じ）
- 実子：3男1女
  - 大山成美（明治9年（1876年）2月病没、享年42。妻は西郷隆盛の妹・安）
  - 国子（薩摩藩士有馬糺右衛門の妻、西郷小兵衛妻・松子の母）
  - 大山巌
  - 大山誠之助（妻は西郷隆盛の娘・菊草）